# Krobielice
Krobielice is een plaats in het Poolse district  Sandomierski, woiwodschap Święty Krzyż. De plaats maakt deel uit van de gemeente Klimontów en telt 220 inwoners.